# Wielbłąd syryjski
Wielbłąd syryjski – gatunek prehistorycznego, jednogarbnego wielbłąda, odkryty w El Kowm (Syria), największy, jaki kiedykolwiek żył na ziemi. Zamieszkiwał plejstoceńską Azję ok. 100 tysięcy lat temu. Mierzący 4 metry wysokości, przewyższał dzisiejsze wielbłądy dwukrotnie, był większy również od słonia afrykańskiego. Wraz z jego szczątkami odkryto kości ludzi polujących na niego oraz innych mniejszych wielbłądów, zamieszkujących ten obszar 1 mln lat temu. Przed tym odkryciem nie wiedziano, że wielbłądy zamieszkiwały te obszary tak dawno, gdyż najstarsze znalezione skamieniałości dromedarów liczyły sobie 10 tysięcy lat.
Odkrywcy – syryjscy i szwajcarscy archeologowie – nazwali zwierzę wielbłądem syryjskim.
Pierwsze szczątki odkryto w 2003 na terenie El Kowm, w środkowej Syrii. Jednak identyfikacja gatunku nie była możliwa, dopóki nie znaleziono większych skamielin.
W latach 2005–2006 odkopano ponad 40 fragmentów kości wielbłąda.